# 佩尔讷莱方丹
佩尔讷莱方丹（法語：Pernes-les-Fontaines，法語發音：[pɛʁn le fɔ̃tɛn]）是法国普罗旺斯-阿尔卑斯-蓝色海岸大区沃克吕兹省的一个市镇，属于卡庞特拉区。

## 地名
“方丹”（Fontaines）意为“泉”。法语地名通名在“枫丹白露”（Fontainebleau）等少数拥有传统译名的地名中译作“枫丹”，不过在《世界地名翻译大辞典》、《世界地名译名词典》和《法国地图册》等主流地名译名类书籍资料中多译作“方丹”。

## 地理
佩尔讷莱方丹（43°59'52"N, 5°3'33"E）面积51.12 平方千米，位于法国普罗旺斯-阿尔卑斯-蓝色海岸大区沃克吕兹省，该省份为法国东南部内陆省份，北起德龙省，西北接阿尔代什省，西接加尔省，南至罗讷河口省，东南角与瓦尔省接壤，东临上普罗旺斯阿尔卑斯省。
与佩尔讷莱方丹接壤的市镇（或旧市镇、城区）包括：阿尔唐德帕吕、卡庞特拉、索尔格河畔昂特赖格、索尔格河畔利勒、马藏、蒙特、拉罗克叙佩尔讷、圣迪迪耶、圣萨蒂南-莱萨维尼翁、韦勒龙。
佩尔讷莱方丹的时区为UTC+01:00、UTC+02:00（夏令时）。

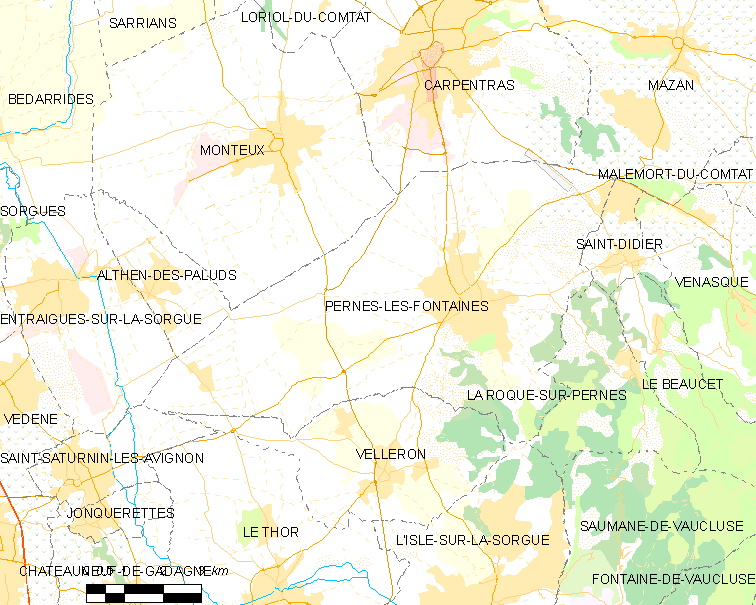
佩尔讷莱方丹的OSM定位图

## 行政
佩尔讷莱方丹的邮政编码为84210，INSEE市镇编码为84088。

## 政治
佩尔讷莱方丹所属的省级选区为佩尔讷莱方丹县。

## 人口

1962-2008年间佩尔讷莱方丹人口变化图示

佩尔讷莱方丹于2022年1月1日时的人口数量为10433人。